# Guindulman
Guindulman is een gemeente in de Filipijnse provincie Bohol op het gelijknamige eiland. Bij de census van 2015 telde de gemeente ruim 32 duizend inwoners.

## Geografie

### Bestuurlijke indeling
Guindulman is onderverdeeld in de volgende 19 barangays:
| - Basdio - Bato - Bayong - Biabas - Bulawan - Cabantian - Canhaway - Cansiwang - Casbu - Catungawan Sur | - Catungawan Norte - Guinacot - Guio-ang - Lombog - Mayuga - Sawang - Tabajan - Tabunok - Trinidad |

## Demografie
Guindulman had bij de census van 2015 een inwoneraantal van 32.408 mensen. Dit waren 619 mensen (1,9%) meer dan bij de vorige census van 2010. Ten opzichte van de census van 2000 was het aantal inwoners gegroeid met 3.242 mensen (11,1%). De gemiddelde jaarlijkse groei in die periode kwam daarmee uit op 0,69%, hetgeen lager was dan het landelijk jaarlijks gemiddelde over deze periode (1,84%).

De bevolkingsdichtheid van Guindulman was ten tijde van de laatste census, met 32.408 inwoners op 179,17 km², 180,9 mensen per km².

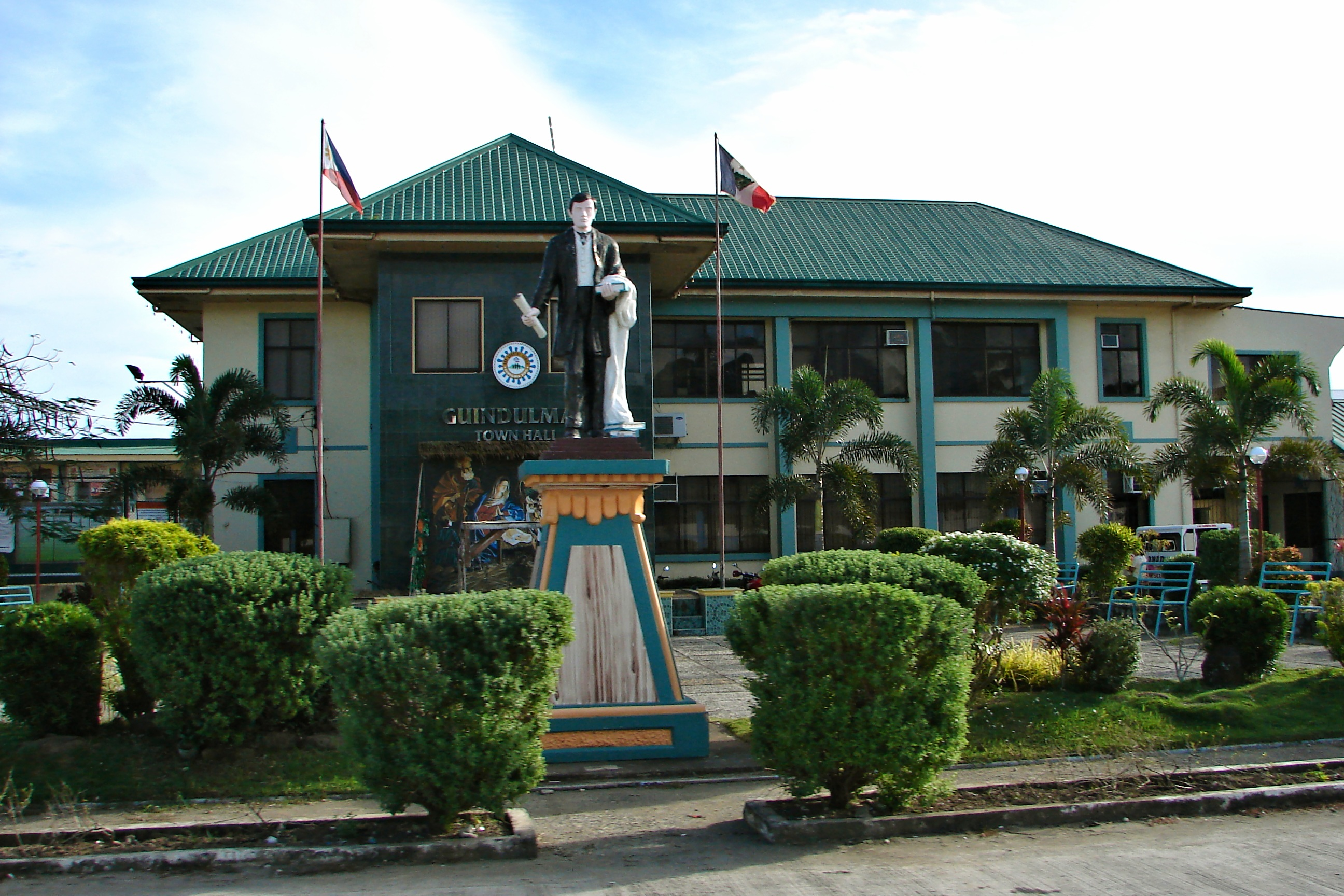
Raadhuis